# Elia Gagini

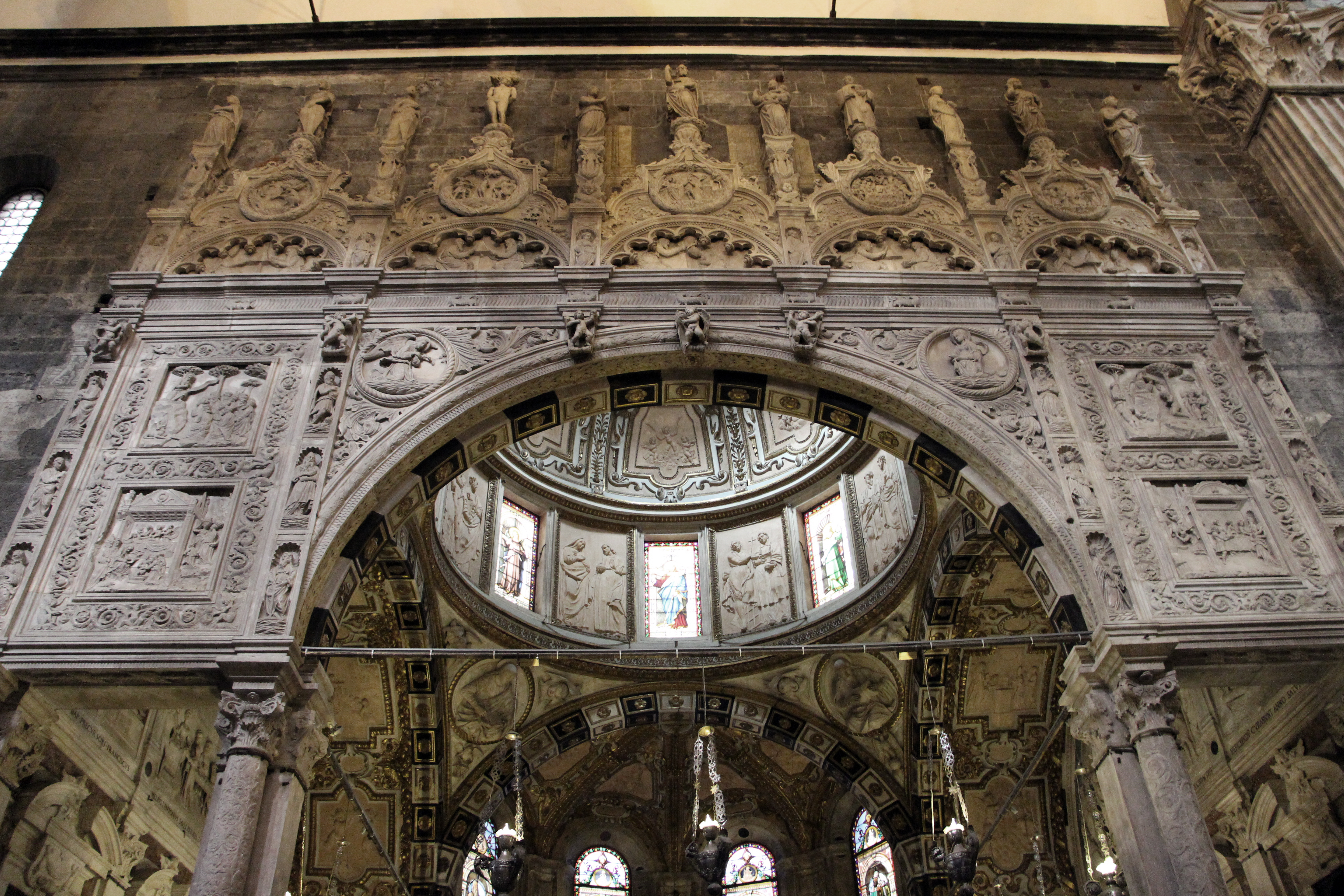
Prospetto Cappella di San Giovanni Battista.

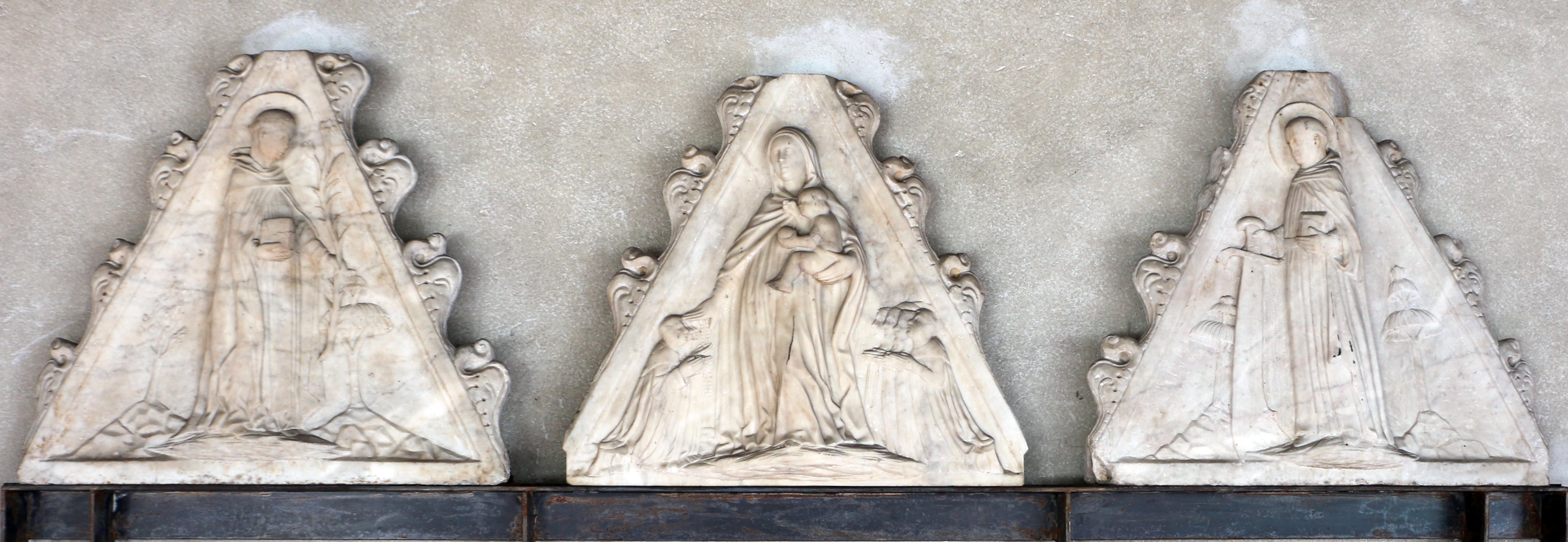
Madonna del Rosario raffigurata tra San Domenico e San Pietro martire, chiesa di Santa Maria di Castello, Genova.

Elia Gagini o Gaggini o Elia da Bissone (Bissone, prima del 1441 ... – dopo il 1481) è stato uno scultore italiano, nipote di Domenico Gagini, attivo in Liguria durante il Rinascimento.

## Biografia
Elia potrebbe essere fratello di Matteo e figlio di Jacopo, il quale è attestato a Genova e a Savona tra il 1475 e il 1503. 
Una conferma in tal senso è supportata dal fatto che Matteo compare come testimone in alcuni atti rogati da Elia negli anni 1475 - 1480, è documentato a Genova dal 1457 al 1488. Collabora con Domenico Gagini alla realizzazione dell'imponente prospetto della Cappella di San Giovanni Battista, opera condotta al perfezionamento e alla consegna dopo la partenza per Napoli e la Sicilia dello zio.

## Opere
- 1441, Manufatti, lavori documentati, attività commissionate per la realizzazione della Loggia Comunale di Udine.
- 1450 - 1465, Prospetto, realizzazione manufatti marmorei esterni in collaborazione con lo zio Domenico Gagini, commissionati nel 1448, opere presenti nel frontone della Cappella di San Giovanni Battista della cattedrale di San Lorenzo di Genova.[1]
- XV secolo, Cuspidi, manufatti marmorei raffiguranti la Madonna del Rosario raffigurata tra San Domenico e San Pietro Martire, opere custodite nella chiesa di Santa Maria di Castello di Genova.
- XV secolo, Ancona, manufatto marmoreo, opera custodita nella chiesa di Santa Maria Bianca di Portovenere.
- XV secolo, Ghirlanda, manufatto marmoreo con il monogramma di Cristo, le due figure di Abramo, opera custodita nella chiesa di Santa Maria di Castello di Genova.
- XV secolo, Tabernacolo, manufatto marmoreo, opera custodita nella chiesa di Santa Maria di Castello di Genova.